# ЦСК ВВС в Кубке России
ЦСК ВВС участвовал в единственном розыгрыше Кубка СССР (1991) и 13 розыгрышах Кубка России (с 1992 по 2004). В 1994 году выиграл Кубок. Ещё трижды (1995, 1996 и 2002) выходил в финал турнира и однажды отказался играть в финале (2002).
Во всех матчах командой руководил тренерский дуэт: Александра Соловьёва и Виталия Шашкова.
Победный состав «ЦСК ВВС» 1994 года: Светлана Петько (капитан), Кулистан Боташова, Марина Мамаева, Светлана Литвинова, Орынбасар Дауренбекова, Марина Коломиец, Сауле Джарболова, Ирина Григорьева, Александра Светлицкая, Татьяна Егорова, Лариса Савина, Надежда Марченко, Наталья Дорошева, Ольга Кузнецовa.
ЦСК ВВС провел 38 матчей на Кубок России и 3 матча на Кубок СССР. Ещё в 12 матчах ЦСК ВВС были присуждены технические победы (из-за неявок соперников) и в 3 матчах ЦСК ВВС не явился на запланированные матчи, в том числе на два финальных в 2002 году. В двух матчах пробивались послематчевые пенальти и в одном матче было назначено дополнительное время. Один матч не состоялся между «Энергетик-КМВ» и «ЦСК ВВС», так как не было целесообразности и оба клуба вышли в следующую стадию Кубка.
Самая крупная победа одержанная в Кубке России: 11:1 (матч «Волна» (Нижний Новгород) — «ЦСК ВВС» (Самара) в Кубке России. май 1993)
Бомбардир ЦСК ВВС в Кубке России Лариса Савина — 11 голов.

## Статистика выступлений
| Участий | Турнир       | И  | В  | Н | П  | РМ    |
| ------- | ------------ | -- | -- | - | -- | ----- |
| 1       | Кубок СССР   | 3  | 2  | 0 | 1  | 3-2   |
| 13      | Кубок России | 38 | 19 | 7 | 12 | 71-36 |
| 14      | ИТОГО        | 41 | 21 | 7 | 13 | 74-38 |

## Голеадоры в Кубке России
- -11 Лариса Савина
- -9 Татьяна Егорова
- -8 Ирина Григорьева
- -7 Ольга Кремлева
- -5 Александра Светлицкая
- -4 Галина Комарова
- -3 Светлана Литвинова
- -2 Наталья Дорошева, Марина Коломиец, Елена Кононова, Сания Нсанбаева, Разия Нуркенова
- Лилия Васильева, Сауле Джарболова, Мария Дьячкова, Юлия Исаева, Ольга Карасёва, Надежда Марченко, Марина Примак
- автогол
- -7 в ворота «Чертаново» (Москва)

## Соперники «ЦСК ВВС» в Кубке России
| соперники                        | всего | выступления | выступления | выступления | выступления | выступления | технические | технические |
| соперники                        | всего | И           | В           | Н           | П           | РМ          | Победы      | Поражения   |
| -------------------------------- | ----- | ----------- | ----------- | ----------- | ----------- | ----------- | ----------- | ----------- |
| «Энергия» (Воронеж)              | 18    | 16          | 4           | 3           | 9           | 12-25       | 1           | 1           |
| «Чертаново» (Москва)             | 5     | 5           | 5           | 0           | 0           | 20-0        | —           | —           |
| «Лада» (Тольятти)                | 5     | 3           | 0           | 1           | 2           | 2-6         | —           | 2           |
| «Калужанка» (Калуга)             | 3     | 3           | 3           | 0           | 0           | 8-1         | —           | —           |
| «Сибирячка» (Красноярск)         | 3     | 3           | 2           | 1           | 0           | 7-1         | —           | —           |
| «Сююмбике-Зилант» (Зеленодольск) | 2     | 2           | 2           | 0           | 0           | 7-0         | —           | —           |
| «Надежда» (Воронеж)              | 2     | 2           | 1           | 1           | 0           | 1-0         | —           | —           |
| «Волна» (Нижний Новгород)        | 1     | 1           | 1           | 0           | 0           | 11-1        | —           | —           |
| «Русь» (Зеленодольск)            | 1     | 1           | 1           | 0           | 0           | 3-1         | —           | —           |
| «Кубаночка» (Краснодар)          | 1     | 1           | 0           | 1           | 0           | 0-0         | 3           | —           |
| «Волжанка» (Чебоксары)           | 1     | —           | —           | —           | —           | —           | 1           | —           |
| «Катюша-Спартак» (Москва)        | 1     | —           | —           | —           | —           | —           | 1           | —           |
| «Сила» (Санкт-Петербург)         | 1     | —           | —           | —           | —           | —           | 1           | —           |
| «Снежана» (Люберцы)              | 1     | —           | —           | —           | —           | —           | 1           | —           |
| «Текстильщик-СиМ» (Раменское)    | 1     | —           | —           | —           | —           | —           | 1           | —           |
| «ЦСКА» (Москва)                  | 1     | —           | —           | —           | —           | —           | 1           | —           |
| «Рязань-ВДВ» (Рязань)            | 1     | 1           | 0           | 0           | 1           | 0-1         | —           | —           |

## Результаты выступлений

### розыгрыш 2004
| Кубок России по футболу среди женщин 2004 | Кубок России по футболу среди женщин 2004 | Кубок России по футболу среди женщин 2004 | Кубок России по футболу среди женщин 2004 | Кубок России по футболу среди женщин 2004 | Кубок России по футболу среди женщин 2004 | Кубок России по футболу среди женщин 2004 |
| Стадия                                    | Дата                                      | Город                                     | Хозяева                                   | Гости                                     | Счет                                      | Голы                                      |
| ----------------------------------------- | ----------------------------------------- | ----------------------------------------- | ----------------------------------------- | ----------------------------------------- | ----------------------------------------- | ----------------------------------------- |
| ⅛ финала                                  | 20.05.2004                                | Москва                                    | «Катюша-Спартак» (Москва)                 | «ЦСК ВВС»                                 | -:+                                       | -                                         |
| ¼ финала                                  | 04.06.2000                                | Самара                                    | «ЦСК ВВС»                                 | «Надежда» (Ногинск)                       | 0:0 отчет                                 | -                                         |
| ¼ финала                                  | 16.07.2004                                | Ногинск                                   | «Надежда» (Ногинск)                       | «ЦСК ВВС»                                 | 0:1 отчет                                 | 81′ Кремлева                              |
| ½ финала                                  | 02.09.2004                                | Самара                                    | «ЦСК ВВС»                                 | «Лада» (Тольятти)                         | 1:3 отчет                                 | пен.′ Примак                              |
| ½ финала                                  | 09.10.2004                                | Тольятти                                  | «Лада» (Тольятти)                         | «ЦСК ВВС»                                 | 3:1 отчет                                 | 6′ Карасёва                               |

| 04 июня 2004 ¼ финала | ЦСК ВВС | 0:0   | Надежда | Самара                                                         |
| 17:00 |         | отчет |         | Стадион: Динамо Зрителей: 200 Судья: Анна Зорихина (Краснодар) |
| ЦСК ВВС: Шульга, Примак ( 78' Игнатьева), Брылева, Филиппова, Григорьева ( 78' Я.Фомина), Карасёва, Егорова , Горячева ( 46' Седакова, 65' Пешина), Денщик, Кремлева ( 71' Громолюк), Козлова · Надежда: Петько, Котик, О.Васильева, Буракова , Цуркан, Е.Фомина, Исаева, Жихарева, Комарова, Санина, Л.Васильева |         |       |         |                                                                |

| 16 июля 2004 ¼ финала | Надежда | 0:1 | ЦСК ВВС      | Ногинск                                                        |
| |         |     | 81′ Кремлёва | Стадион: Автомобилист Зрителей: 700 Судья: Авдонченко (Москва) |
| Надежда: Петько, Котик, Баркова ( 66' Сергиенко), О.Васильева ( 84' Шемякина), Буракова , Цуркан, Е.Фомина, Исаева, Жихарева ( 60'), Комарова ( 85' Геворгян), Л.Васильева · ЦСК ВВС: Шульга, Примак, Брылёва ( 18'), Филиппова, Григорьева, Карасёва ( 56' Я.Фомина), Егорова , Денщик ( 74' Горячева), Кремлёва, Петряева ( 58'), Козлова |         |     |              |                                                                |

| 09 октября 2004 ½ финала | Лада                    | 3:1 | ЦСК ВВС     | Тольятти                                                            |
| | 38′, 41′, 72′ Барбашина |     | 6′ Карасёва | Стадион: Спутник Зрителей: 300 Судья: Анна Гневышева (Электросталь) |
| Лада: Морозова, Скотникова, Шевцова, Порядина ( 77' Михайлова), Коломиец, Гелбахиани, Воскресенская ( 52' Кузнецова), Черная, Костраба ( 30' Савченкова, 61' Трунтаева), Савина ( 86' Горбачева), Барбашина ( 75' Русских) · ЦСК ВВС: Шульга, Примак ( 60' Костюкова), Брылёва, Филиппова, Карасёва Егорова , Денщик, Кремлёва, Пешина ( 46' Петряева), Харченко, Козлова |                         |     |             |                                                                     |

### розыгрыш 2003
| Кубок России по футболу среди женщин 2003 | Кубок России по футболу среди женщин 2003 | Кубок России по футболу среди женщин 2003 | Кубок России по футболу среди женщин 2003 | Кубок России по футболу среди женщин 2003 | Кубок России по футболу среди женщин 2003 | Кубок России по футболу среди женщин 2003                          |
| Стадия                                    | Дата                                      | Город                                     | Хозяева                                   | Гости                                     | Счет                                      | Голы                                                               |
| ----------------------------------------- | ----------------------------------------- | ----------------------------------------- | ----------------------------------------- | ----------------------------------------- | ----------------------------------------- | ------------------------------------------------------------------ |
| ¼ финала                                  | 08.06.2003                                | Москва                                    | «Чертаново» (Москва)                      | «ЦСК ВВС»                                 | 0:3                                       | Дьячкова · -2 Кремлева                                             |
| ¼ финала                                  | 18.06.2003                                | Самара                                    | «ЦСК ВВС»                                 | «Чертаново» (Москва)                      | 9:0                                       | -2 Григорьева · -4 Кремлева · Исаева · Комарова · авт.′ Голованова |
| ½ финала                                  | 29.06.2003                                | Самара                                    | «ЦСК ВВС»                                 | «Энергия» (Воронеж)                       | 1:0                                       | 9′ Григорьева                                                      |
| ½ финала                                  | 03.07.2003                                | Воронеж                                   | «Энергия» (Воронеж)                       | «ЦСК ВВС»                                 | 2:0 (д.в.)                                | -                                                                  |

| 29 июня 2003 ½ финала | ЦСК ВВС       | 1:0   | Энергия | Самара                                                              |
| | 9′ Григорьева | отчет |         | Стадион: Динамо Зрителей: 1'000 Судья: Надежда Ульяновская (Калуга) |
| ЦСК ВВС: Петько, Исаева, Григорьева ( 67' Примак ( 85')), Кононова, Дьячкова, Кремлева, ( 46' Комарова, Васильева ( 46' Брылева), Малыгина, Фомина , Седакова · Энергия: Свинухова, Струкова , Федченко, Саенко, Дыгай, Ситникова, Морозова ( 49' Данилова), Шмачкова ( 58' Цуркан), Скотникова, Емельянова, Ламтюгина ( 65' Зинченко) |               |       |         |                                                                     |

| 3 июля 2003 ½ финала | Энергия                    | 2:0   | ЦСК ВВС | Воронеж                                                                                    |
| | 22′ Саенко · 103′ Данилова | отчет |         | Стадион: Центральный стадион профсоюзов Зрителей: 1'000 Судья: Наталья Авдонченко (Москва) |
| Энергия: Свинухова, Ситникова, Струкова , Саенко ( 95'), Ламтюгина, Зинченко, Морозова, Цуркан ( 71' Шмачкова), Емельянова ( 77'), Данилова, Скотникова ( 71' Дыгай) · ЦСК ВВС: Петько, Исаева, Григорьева ( 38' Кремлева, 86' Примак), Кононова, Дьячкова ( 76') ( 104' Горячева), Денщик, Комарова, Васильева ( 65' Брылева), Малыгина, Фомина ( 85'), Седакова |                            |       |         |                                                                                            |

### розыгрыш 2002
| Кубок России по футболу среди женщин 2002 | Кубок России по футболу среди женщин 2002 | Кубок России по футболу среди женщин 2002 | Кубок России по футболу среди женщин 2002 | Кубок России по футболу среди женщин 2002 | Кубок России по футболу среди женщин 2002 | Кубок России по футболу среди женщин 2002 |
| Стадия                                    | Дата                                      | Город                                     | Хозяева                                   | Гости                                     | Счет                                      | Голы                                      |
| ----------------------------------------- | ----------------------------------------- | ----------------------------------------- | ----------------------------------------- | ----------------------------------------- | ----------------------------------------- | ----------------------------------------- |
| ¼ финала                                  | 2002                                      | Самара                                    | «ЦСК ВВС»                                 | «Кубаночка» (Краснодар)                   | +:-                                       | -                                         |
| ¼ финала                                  | 2002                                      | Краснодар                                 | «Кубаночка» (Краснодар)                   | «ЦСК ВВС»                                 | -:+                                       | -                                         |
| ½ финала                                  | 05.08.2002                                | Воронеж                                   | «Энергия» (Воронеж)                       | «ЦСК ВВС»                                 | 0:1                                       | 81′ Григорьева                            |
| ½ финала                                  | 08.2002                                   | Самара                                    | «ЦСК ВВС»                                 | «Энергия» (Воронеж)                       | +:-                                       | -                                         |
| Финал                                     | 20.10.2002                                | Самара                                    | «ЦСК ВВС»                                 | «Лада» (Тольятти)                         | -:+                                       | -                                         |
| Финал                                     | 27.10.2002                                | Тольятти                                  | «Лада» (Тольятти)                         | «ЦСК ВВС»                                 | +:-                                       | -                                         |

| 5 августа 2002 ½ финала | Энергия | 0:1   | ЦСК ВВС        | Воронеж                                                                                 |
| |         | отчет | 81′ Григорьева | Стадион: Центральный стадион профсоюзов Зрителей: 1'000 Судья: Валерий Матюнин (Москва) |
| Энергия: Свинухова, Босикова, Зайцева, Дыгай, Струкова , Н. Карасёва, Светлицкая ( 55' Емельянова), Степаненко, Скотникова ( 71' Суслова), Ламтюгина ( 46' Морозова), Саенко · ЦСК ВВС: Петько, Исаева, Примак, Дауренбекова ( 69' Джарболова), Филиппова, Григорьева , Егорова, Дьячкова, Денщик, Петряева ( 74' О. Карасёва), Кремлева ( 69' Васильева) |         |       |                |                                                                                         |

### розыгрыш 2001
| Кубок России по футболу среди женщин 2001 | Кубок России по футболу среди женщин 2001 | Кубок России по футболу среди женщин 2001 | Кубок России по футболу среди женщин 2001 | Кубок России по футболу среди женщин 2001 | Кубок России по футболу среди женщин 2001 | Кубок России по футболу среди женщин 2001 |
| Стадия                                    | Дата                                      | Город                                     | Хозяева                                   | Гости                                     | Счет                                      | Голы                                      |
| ----------------------------------------- | ----------------------------------------- | ----------------------------------------- | ----------------------------------------- | ----------------------------------------- | ----------------------------------------- | ----------------------------------------- |
| ¼ финала                                  | 08.08.2001                                | Самара                                    | «ЦСК ВВС»                                 | «Энергия» (Воронеж)                       | 1:1                                       | 55′ Васильева                             |
| ¼ финала                                  | 12.08.2001                                | Воронеж                                   | «Энергия» (Воронеж)                       | «ЦСК ВВС»                                 | +:-                                       | -                                         |

| 8 августа 2001 ¼ финала | ЦСК ВВС       | 1:1   | Энергия-XXI век | Самара                                                         |
| | 55′ Васильева | отчет | 76′ Джапаридзе  | Стадион: Металлург Зрителей: 1'000 Судья: Юрий Тихомиров (Южа) |
| ЦСК ВВС: Петько, Исаева ( 79' Брылева), Примак, Комарова, Дауренбекова ( 79' Уварова), Кремлева ( 74' Грабельникова), Джарболова, Григорьева , Карасёва ( 71' Дьячкова), Васильева, ( 62' Филиппова), Кононова · Энергия-XXI век: Свинухова, Степаненко, Струкова , Саенко, Горбачёва ( 48' Емельянова), Петряева, Ситникова ( 68' Джапаридзе), Буракова, ( 70' Гелбахиани), Ижко, Зайцева, Босикова |               |       |                 |                                                                |

### розыгрыш 2000
| Кубок России по футболу среди женщин 2000 | Кубок России по футболу среди женщин 2000 | Кубок России по футболу среди женщин 2000 | Кубок России по футболу среди женщин 2000 | Кубок России по футболу среди женщин 2000 | Кубок России по футболу среди женщин 2000 | Кубок России по футболу среди женщин 2000 |
| Стадия                                    | Дата                                      | Город                                     | Хозяева                                   | Гости                                     | Счет                                      | Голы                                      |
| ----------------------------------------- | ----------------------------------------- | ----------------------------------------- | ----------------------------------------- | ----------------------------------------- | ----------------------------------------- | ----------------------------------------- |
| ⅛ финала                                  | 2000                                      | Самара                                    | «ЦСК ВВС»                                 | «Катюша-Спартак» (Москва)                 | +:-                                       | -                                         |
| ¼ финала                                  | 2000                                      | Краснодар                                 | «Кубаночка» (Краснодар)                   | «ЦСК ВВС»                                 | 0:0                                       | -                                         |
| ¼ финала                                  | 2000                                      | Самара                                    | «ЦСК ВВС»                                 | «Кубаночка» (Краснодар)                   | +:-                                       | -                                         |
| ½ финала                                  | 16.07.2000                                | Воронеж                                   | «Энергия» (Воронеж)                       | «ЦСК ВВС»                                 | 2:0                                       | -                                         |
| ½ финала                                  | 01.08.2000                                | Самара                                    | «ЦСК ВВС»                                 | «Энергия» (Воронеж)                       | 0:1                                       | -                                         |

### розыгрыш 1999
| Кубок России по футболу среди женщин 1999 | Кубок России по футболу среди женщин 1999 | Кубок России по футболу среди женщин 1999 | Кубок России по футболу среди женщин 1999 | Кубок России по футболу среди женщин 1999 | Кубок России по футболу среди женщин 1999 | Кубок России по футболу среди женщин 1999 |
| Стадия                                    | Дата                                      | Город                                     | Хозяева                                   | Гости                                     | Счет                                      | Голы                                      |
| ----------------------------------------- | ----------------------------------------- | ----------------------------------------- | ----------------------------------------- | ----------------------------------------- | ----------------------------------------- | ----------------------------------------- |
| ¼ финала                                  | 1999                                      | Самара                                    | «ЦСК ВВС»                                 | «Чертаново» (Москва)                      | 4:0                                       |                                           |
| ¼ финала                                  | 1999                                      | Москва                                    | «Чертаново» (Москва)                      | «ЦСК ВВС»                                 | 0:3                                       |                                           |
| ½ финала                                  | 11.09.1999                                | Самара                                    | «ЦСК ВВС»                                 | «Энергия» (Воронеж)                       | 1:1                                       | Комарова                                  |
| ½ финала                                  | 16.10.1999                                | Воронеж                                   | «Энергия» (Воронеж)                       | «ЦСК ВВС»                                 | 4:0                                       | -                                         |

| 11 сентября 1999 ½ финала | ЦСК ВВС      | 1:1   | Энергия      | Самара |
| | Комарова 38′ | отчет | 70′ Петряева |        |
| Энергия: Шульга, Дмитриенко (), Коломиец, Костраба, Денщик, Халимдарова, Федченко ( 46' Струкова), Зайцева, Босикова , Кононова , Петряева |              |       |              |        |

| 16 октября 1999 ½ финала | Энергия                                               | 4:0   | ЦСК ВВС | Воронеж                                                                                |
| | 6′ Петряева · 75′, 82′ Босикова · 90′ (пен.) Кононова | отчет |         | Стадион: Центральный стадион профсоюзов Зрителей: 1'000 Судья: Николай Егоров (Липецк) |
| Энергия: Шульга, Дмитриенко, Коломиец ( 78' Гедройц), Кононова, Костраба , Денщик, ( 66' Босикова, 83' Федченко), Халимдарова, Ижко, ( 75' Дикарева), Петряева, Кудитe, Струкова, ( 78' Красноглазова), Зайцева ( 76') · ЦСК ВВС: Петько ( 46' Пигалева), Дорошева, Исаева (66'), Комарова, Дауренбекова ( 81' Примак), Филиппова, Джарболова, Григорьева, Светлицкая , Савина, Васильева |                                                       |       |         |                                                                                        |

### розыгрыш 1998
| Кубок России по футболу среди женщин 1998 | Кубок России по футболу среди женщин 1998 | Кубок России по футболу среди женщин 1998 | Кубок России по футболу среди женщин 1998 | Кубок России по футболу среди женщин 1998 | Кубок России по футболу среди женщин 1998 | Кубок России по футболу среди женщин 1998 |
| Стадия                                    | Дата                                      | Город                                     | Хозяева                                   | Гости                                     | Счет                                      | Голы                                      |
| ----------------------------------------- | ----------------------------------------- | ----------------------------------------- | ----------------------------------------- | ----------------------------------------- | ----------------------------------------- | ----------------------------------------- |
| ¼ финала                                  | 13.05.1998                                | Самара                                    | «ЦСК ВВС»                                 | «Энергия» (Воронеж)                       | 0:0                                       | -                                         |
| ¼ финала                                  | 03.06.1998                                | Воронеж                                   | «Энергия» (Воронеж)                       | «ЦСК ВВС»                                 | 1:0                                       | -                                         |

### розыгрыш 1997
| Кубок России по футболу среди женщин 1997 | Кубок России по футболу среди женщин 1997 | Кубок России по футболу среди женщин 1997 | Кубок России по футболу среди женщин 1997 | Кубок России по футболу среди женщин 1997 | Кубок России по футболу среди женщин 1997 | Кубок России по футболу среди женщин 1997 |
| Стадия                                    | Дата                                      | Город                                     | Хозяева                                   | Гости                                     | Счет                                      | Голы                                      |
| ----------------------------------------- | ----------------------------------------- | ----------------------------------------- | ----------------------------------------- | ----------------------------------------- | ----------------------------------------- | ----------------------------------------- |
| ¼ финала                                  | 13.06.1997                                | Рязань                                    | «Рязань-ВДВ» (Рязань)                     | «ЦСК ВВС»                                 | 1:0                                       | 53' Григорьева                            |

### розыгрыш 1996
| Кубок России по футболу среди женщин 1996 | Кубок России по футболу среди женщин 1996 | Кубок России по футболу среди женщин 1996 | Кубок России по футболу среди женщин 1996 | Кубок России по футболу среди женщин 1996 | Кубок России по футболу среди женщин 1996 | Кубок России по футболу среди женщин 1996 |
| Стадия                                    | Дата                                      | Город                                     | Хозяева                                   | Гости                                     | Счет                                      | Голы                                      |
| ----------------------------------------- | ----------------------------------------- | ----------------------------------------- | ----------------------------------------- | ----------------------------------------- | ----------------------------------------- | ----------------------------------------- |
| отборочный                                | 21.04.1996                                | Пятигорск                                 | «КМВ» (Пятигорск)                         | «ЦСК ВВС»                                 | не состоялся                              | не состоялся                              |
| отборочный                                | 24.04.1996                                | Пятигорск                                 | «Волжанка» (Чебоксары)                    | «ЦСК ВВС»                                 | -:+                                       | -                                         |
| отборочный                                | 27.04.1996                                | Пятигорск                                 | «Сила» (Санкт-Петербург)                  | «ЦСК ВВС»                                 | -:+                                       | -                                         |
| ¼ финала                                  | 1996                                      | Самара                                    | «ЦСК ВВС»                                 | «Текстильщик-СиМ» (Раменское)             | +:-                                       | -                                         |
| ½ финала                                  | 1996                                      | Красноярск                                | «Сибирячка» (Красноярск)                  | «ЦСК ВВС»                                 | 1:3                                       | Комарова · Джарболова · Савина            |
| ½ финала                                  | 1996                                      | Самара                                    | «ЦСК ВВС»                                 | «Сибирячка» (Красноярск)                  | 4:0                                       | -2 Григорьева · Кононова · Нуркенова      |
| Финал                                     | 08.09.1996                                | Самара                                    | «ЦСК ВВС»                                 | «Энергия» (Воронеж)                       | 1:3                                       | 27′ Егорова                               |
| Финал                                     | 28.09.1996                                | Воронеж                                   | «Энергия» (Воронеж)                       | «ЦСК ВВС»                                 | 4:1                                       | 29′ Кононова                              |

| 8 сентября 1996 Финал | ЦСК ВВС     | 1:3 | Энергия                 | Самара                           |
| | 27′ Егорова |     | 13′, 30′, 91′ Барбашина | Стадион: Металлург Зрителей: 200 |
| ЦСК ВВС: Петько , Нуркенова ( 55' Сухорукова, Ознобихина ( 70' Козельская), Дауренбекова, Джарболова, Комарова, Григорьева, Егорова, Светлицкая, Кононова, Головко · Энергия: Волкова, Дмитриенко, Чаверда, Гедройц, Костраба, Денщик, Халимдарова, Буракова, Коломиец, Лукьянова ( 75' Босикова), Барбашина |             |     |                         |                                  |

| 28 сентября 1996 Финал | Энергия                                                  | 4:1 | ЦСК ВВС      | Воронеж                                                |
| | 37′ Лукьянова · 49′ Барбашина · 64′, 79′ (пен.) Босикова |     | 29′ Кононова | Стадион: Центральный стадион профсоюзов Зрителей: 1000 |
| Энергия: Волкова, Дмитриенко ( 85' Шеньшина), Чаверда, Гедройц ( 77' Струкова), Костраба, Коломиец ( 87' Щиголева), Халимдарова, Буракова, Босикова, Барбашина , Лукьянова ( 58' Денщик, 76' Порядина) · ЦСК ВВС: Морозова , Кононова ( 53' Козельская), Нуркенова, Литвинова ( 46' Джарболова), Дауренбекова, Ознобихина ( 56' Боташева), Комарова, Головко ( 66' Сухорукова), Светлицкая, Филиппова, Савина ( 63') |                                                          |     |              |                                                        |

### розыгрыш 1995
| Кубок России по футболу среди женщин 1995 | Кубок России по футболу среди женщин 1995 | Кубок России по футболу среди женщин 1995 | Кубок России по футболу среди женщин 1995 | Кубок России по футболу среди женщин 1995 | Кубок России по футболу среди женщин 1995 | Кубок России по футболу среди женщин 1995          |
| Стадия                                    | Дата                                      | Город                                     | Хозяева                                   | Гости                                     | Счет                                      | Голы                                               |
| ----------------------------------------- | ----------------------------------------- | ----------------------------------------- | ----------------------------------------- | ----------------------------------------- | ----------------------------------------- | -------------------------------------------------- |
| ⅛ финала                                  | 24.05.1995                                | Зеленодольск                              | «Сююмбике-Зилант» (Зеленодольск)          | «ЦСК ВВС»                                 | 0:3                                       | -2 Светлицкая · Нуркенова                          |
| ¼ финала                                  | 23.06.1995                                | Самара                                    | «ЦСК ВВС»                                 | «Снежана» (Люберцы)                       | +:-                                       | -                                                  |
| ½ финала                                  | 03.07.1995                                | Самара                                    | «ЦСК ВВС»                                 | «Калужанка» (Калуга)                      | 4:1                                       | 42′ Егорова · 53′, 56′ Светлицкая · 89′ Григорьева |
| ½ финала                                  | 08.08.1995                                | Калуга                                    | «Калужанка» (Калуга)                      | «ЦСК ВВС»                                 | 0:3                                       | 3′, 66′, 75′ Савина                                |
| Финал                                     | 18.08.1995                                | Воронеж                                   | «Энергия» (Воронеж)                       | «ЦСК ВВС»                                 | 4:1                                       | 50′ Григорьева                                     |
| Финал                                     | 22.09.1995                                | Самара                                    | «ЦСК ВВС»                                 | «Энергия» (Воронеж)                       | 2:1                                       | 12′ Марченко · 54′ Егорова                         |

| 24 мая 1995 ⅛ финала | Сююмбике-Зилант | 0:3   | ЦСК ВВС                   | Зеленодольск |
| |                 | отчет | -2 Светлицкая · Нуркенова |              |
| Сююмбике-Зилант: Степанова, Токсарова, Сизенева, Сапожникова, Станиславова, Кузахметова, Осколок, Феоктистова ( 46' Хабибрахманова), Курицына, А. Григорьева, Сергеева, ( 46' Данилова) · ЦСК ВВС: Петько , Боташова, Марченко ( 65' Дорошева), Литвинова, Дауренбекова ( 71' Козельская), Коломиец, Джарболова, И. Григорьева, Светлицкая ( 65' Ольга Кузнецова), Егорова, Савина ( 54' Нуркенова) |                 |       |                           |              |

| 03 июля 1995 ½ финала | ЦСК ВВС                                            | 4:1   | Калужанка     | Самара             |
| | 42′ Егорова · 53′, 56′ Светлицкая · 89′ Григорьева | отчет | 3′ Гелбахиани | Стадион: Металлург |
| ЦСК ВВС: Петько , Марченко ( 60' Нуркенова), Мамаева ( 46' Примак), Литвинова, Дауренбекова, Коломиец, Джарболова, Григорьева, Светлицкая ( 58' Дорошева), Егорова ( 58' Приходько), Савина ( 71' Козельская) · Калужанка: Денисюк, Исаева, Назарова, Л.Кирилюк ( 46' Ульяновская), Старостина, Наумова, Нуйкина, Надь ( 62' Борщ), Гелбахиани, Летюшова, Н.Добычина |                                                    |       |               |                    |

| 08 августа 1995 ½ финала | Калужанка | 0:3   | ЦСК ВВС             | Калуга               |
| |           | отчет | 3′, 66′, 75′ Савина | Стадион: Центральный |
| Калужанка: Денисюк, Назарова, Рыжкова ( 69' Ульяновская), Исаева, Старостина, Наумова, Нуйкина, Надь, Гелбахиани, Летюшова, Н.Добычина · ЦСК ВВС: Петько ( 77' Першина), Боташева ( 56' Покотило), Марченко, Литвинова ( 73' Дорошева), Дауренбекова ( 78' Примак), Коломиец ( 60' Нуркенова), Джарболова, Григорьева, Светлицкая , Егорова, Савина |           |       |                     |                      |

| 18 августа 1995 Финал | Энергия                                 | 4:1   | ЦСК ВВС        | Воронеж                                                |
| | 13′, 17′ Босикова · 45′, 70′ Верезубова | отчет | 50′ Григорьева | Стадион: Центральный стадион профсоюзов Зрителей: 1000 |
| Энергия: Свинухова, Дмитриенко, Чаверда, Гедройц, Костраба, Босикова, Халимдарова ( 86' Журавлёва), Буракова, Ольга Сычёва ( 65' Мазуренко), Барбашина ( 81' Денщик), Верезубова · ЦСК ВВС: Петько , Марченко ( 76' Дорошева), Приходько ( 67' Покотило), Литвинова ( 46' Филиппова), Дауренбекова, Коломиец, Джарболова, Григорьева, Светлицкая, Егорова, Савина |                                         |       |                |                                                        |

| 22 сентября 1995 Финал | ЦСК ВВС                    | 2:1   | Энергия      | Самара                            |
| | 12′ Марченко · 54′ Егорова | отчет | 89′ Босикова | Стадион: Металлург Зрителей: 1000 |
| ЦСК ВВС: Петько , Марченко ( 53' Нуркенова), Приходько, Литвинова, Дауренбекова, Покотило, Джарболова, Григорьева, Светлицкая, Егорова, Савина ( 58' Мамаева) · Энергия: Свинухова, Босикова, Чаверда(), Гедройц, Денщик, Костраба, Халимдарова, Буракова, Мазуренко, Барбашина , Верезубова |                            |       |              |                                   |

### розыгрыш 1994
| Кубок России по футболу среди женщин 1994 | Кубок России по футболу среди женщин 1994 | Кубок России по футболу среди женщин 1994 | Кубок России по футболу среди женщин 1994 | Кубок России по футболу среди женщин 1994 | Кубок России по футболу среди женщин 1994 | Кубок России по футболу среди женщин 1994 |
| Стадия                                    | Дата                                      | Город                                     | Хозяева                                   | Гости                                     | Счет                                      | Голы                                      |
| ----------------------------------------- | ----------------------------------------- | ----------------------------------------- | ----------------------------------------- | ----------------------------------------- | ----------------------------------------- | ----------------------------------------- |
| ⅛ финала                                  | 18.06.1994                                | Самара                                    | «ЦСК ВВС»                                 | «ЦСКА» (Москва)                           | +:-                                       | -                                         |
| ¼ финала                                  | 10.07.1994                                | Калуга                                    | «Калужанка» (Калуга)                      | «ЦСК ВВС»                                 | 0:1                                       | 65′ Савина                                |
| ½ финала                                  | 20.08.1994                                | Самара                                    | «ЦСК ВВС»                                 | «Чертаново-СКИФ» (Москва)                 | 1:0                                       | Светлицкая                                |
| Финал                                     | 29.09.1994                                | Селятино                                  | «Энергия» (Воронеж)                       | «ЦСК ВВС»                                 | 0:3                                       | 16′ Егорова · 24′, 52′ Савина             |

| 10 июля 1994 ½ финала | Калужанка | 0:1   | ЦСК ВВС    | Калуга               |
| |           | отчет | 65′ Савина | Стадион: Центральный |
| Калужанка: Денисюк, Исаева ( 74' Ульяновская), Буракова, Л.Кирилюк, Гелбахиани, Ващилко, Нуйкина, Рыжкова, Мяркявичуте, Г.Добычина, Н.Добычина |           |       |            |                      |

| 29 сентября 1994 Финал | Энергия | 0:3   | ЦСК ВВС                       | Селятино           |
| |         | отчет | 16′ Егорова · 24′, 52′ Савина | Стадион: Строитель |
| Энергия: Капитонова ( 50' Свинухова), Дмитриенко, Чаверда, Барбашина , Гедройц, Емельянова, Халимдарова, ( 46' Дрёмова), Пилипенко, Костраба, Босикова, Сычёва ( 46' Летюшова) · ЦСК ВВС: Петько , Боташова, Мамаева, Литвинова, Дауренбекова ( 27' Марченко, 76' Дорошева), Коломиец, Джарболова, Григорьева, Светлицкая ( 65' Кузнецовa), Егорова, Савина |         |       |                               |                    |

### розыгрыш 1993
| Кубок России по футболу среди женщин 1993 | Кубок России по футболу среди женщин 1993 | Кубок России по футболу среди женщин 1993 | Кубок России по футболу среди женщин 1993 | Кубок России по футболу среди женщин 1993 | Кубок России по футболу среди женщин 1993 | Кубок России по футболу среди женщин 1993                            |
| Стадия                                    | Дата                                      | Город                                     | Хозяева                                   | Гости                                     | Счет                                      | Голы                                                                 |
| ----------------------------------------- | ----------------------------------------- | ----------------------------------------- | ----------------------------------------- | ----------------------------------------- | ----------------------------------------- | -------------------------------------------------------------------- |
| 1/16 финала                               | 05.1993                                   | Нижний Новгород                           | «Волна» (Нижний Новгород)                 | «ЦСК ВВС»                                 | 1:11                                      | 4 Егорова · 2 Дорошева · 2 Литвинова · Коломиец · Нсанбаева · Савина |
| ⅛ финала                                  | 21.05.1993                                | Самара                                    | «ЦСК ВВС»                                 | «Сююмбике-Зилант» (Зеленодольск)          | 4:0                                       | Коломиец · Литвинова · Нсанбаева · Савина,                           |
| ¼ финала                                  | 1993                                      | Самара                                    | «ЦСК ВВС»                                 | «Русь» (Москва)                           | 3:1                                       | 2 Савина · Егорова                                                   |
| ½ финала                                  | 1993                                      | Воронеж                                   | «Энергия» (Воронеж)                       | «ЦСК ВВС»                                 | 1:0                                       | -                                                                    |

### розыгрыш 1992
| Кубок России по футболу среди женщин 1992 | Кубок России по футболу среди женщин 1992 | Кубок России по футболу среди женщин 1992 | Кубок России по футболу среди женщин 1992 | Кубок России по футболу среди женщин 1992 | Кубок России по футболу среди женщин 1992 | Кубок России по футболу среди женщин 1992 |
| Стадия                                    | Дата                                      | Город                                     | Хозяева                                   | Гости                                     | Счет                                      | Голы                                      |
| ----------------------------------------- | ----------------------------------------- | ----------------------------------------- | ----------------------------------------- | ----------------------------------------- | ----------------------------------------- | ----------------------------------------- |
| 1/32 финала                               | 1992                                      | Тольятти                                  | «Лада» (Тольятти)                         | «ЦСК ВВС»                                 | 0:0 (2:4 пен.)                            | -                                         |
| 1/16 финала                               | 1992                                      | Самара                                    | «ЦСК ВВС»                                 | «Сибирячка» (Красноярск)                  | 0:0 (5:6 пен.)                            | -                                         |

### розыгрыш 1991
| Кубок СССР по футболу среди женщин 1991 | Кубок СССР по футболу среди женщин 1991 | Кубок СССР по футболу среди женщин 1991 | Кубок СССР по футболу среди женщин 1991 | Кубок СССР по футболу среди женщин 1991 | Кубок СССР по футболу среди женщин 1991 | Кубок СССР по футболу среди женщин 1991 |
| Стадия                                  | Дата                                    | Город                                   | Хозяева                                 | Гости                                   | Счет                                    | Голы                                    |
| --------------------------------------- | --------------------------------------- | --------------------------------------- | --------------------------------------- | --------------------------------------- | --------------------------------------- | --------------------------------------- |
| отборочный                              | 1991                                    | Самарканд                               | «Сибирячка» (Красноярск)                | «СКА-Мерей»                             | 1:0                                     | -                                       |
| отборочный                              | 1991                                    | Самарканд                               | «Тарагги» (Баку)                        | «СКА-Мерей»                             | 1:2                                     |                                         |
| отборочный                              | 1991                                    | Самарканд                               | «Араз» (Баку)                           | «СКА-Мерей»                             | 0:1                                     |                                         |